# Цементный сад
Это статья о литературном произведении. Статья о фильме см. Цементный сад (фильм).
«Цементный сад» (англ. The Cement Garden) — дебютный роман современного английского писателя Иэна Макьюэна, опубликованный в 1978 году.

## Сюжет
Главное действующее лицо и рассказчик романа — 15-летний Джек. Он живёт с родителями, а также с сёстрами Джули (17 лет) и Сью (13 лет) и братом Томом (6 лет). Друг за другом умирают родители Джека: сначала отец, с которым он никогда не был особенно близок, затем мать. Считая, что теперь младших детей могут отправить в приют, Джули и Джек принимают решение сохранить смерть матери в тайне. Её тело относят в подвал дома и заливают цементом. Так как семья вела достаточно обособленную жизнь, исчезновение матери из посторонних никто не заметил.
Обязанности главы семьи теперь берёт на себя Джули. Вскоре она знакомится с парнем по имени Дерек, они начинают встречаться. Он догадывается, что подвал дома хранит какую-то тайну, но не может понять, какую именно. Тем временем с детьми начинают происходить метаморфозы: Джек и Джули, ранее картинно не ладившие, начинают всё более тяготеть друг к другу, а у шестилетнего Тома появляется страсть к ношению женской одежды, более того, он не хочет быть мальчиком.
Роман заканчивается инцестом Джули и Джека. Неожиданно вошедший в комнату Дерек шокирован этим. Он спускается в подвал и разбивает цемент. Поняв, что под ним находится труп, парень вызывает полицию.

## Название
В начале романа отец семейства решает, из соображений практичности, зацементировать сад, находящийся около дома. Он не успевает закончить начатое дело и умирает, именно поэтому его дети имели достаточно цемента, чтобы залить им тело матери.

## Отзывы
Стивен Джонс, английский составитель антологий, критик и писатель в жанре литературы ужасов, включил роман «Цементный сад» в сборник «Horror: Another 100 Best Books», опубликованный в 2005 году.

## Дополнительная информация
- После выхода романа в свет многие увидели в его сюжетной линии большое сходство с романом «Дом нашей матери» (англ. Our Mother's House) писателя Джулиана Глоага, опубликованного в 1963 году[2].
- Роман экранизирован в 1993 году. Роль Джули исполнила Шарлотта Генсбур, Джека — Эндрю Робертсон. В 2001 году американская певица Мадонна использовала отрывок из фильма в интро своей песни What It Feels Like for a Girl[3].